# Wüstensperling
Der Wüstensperling (Passer simplex) ist eine Vogelart der Gattung Passer aus der Familie der Sperlinge (Passeridae). Er kommt ausschließlich in Wüstenregionen Afrikas sowie Turkmenistans und Usbekistans vor. Die Anzahl der Unterarten ist umstritten. Einige Autoren unterscheiden drei Unterarten – zwei afrikanische und eine asiatische – andere halten trotz regionaler Unterschiede im Erscheinungsbild eine Aufteilung in Unterarten nicht für gerechtfertigt. Gelegentlich werden die asiatischen Populationen aber sogar als eigene Art Passer zarudnyi angesehen.
Die IUCN stuft den Wüstensperling als nicht gefährdet (least concern) ein.

## Erscheinungsbild

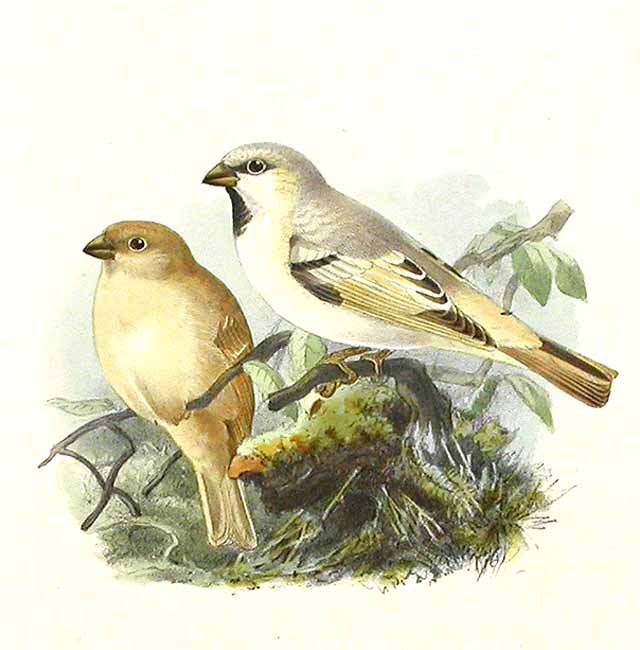
Paar des Wüstensperlings (Illustration)

Wüstensperlinge erreichen eine Körperlänge von 13 bis 14 Zentimetern. Es besteht ein ausgeprägter Sexualdimorphismus.
Bei den Männchen sind Stirn, Oberkopf und Rücken hell aschfarben, der Bürzel und die Oberschwanzdecken sind blass cremefarben. Die Steuerfedern sind dunkel graubraun mit cremefarbenen Säumen. Der Augenzügel sowie ein kurzer Streif hinter den Augen sind schwarzbraun, die Wangen, die Ohrdecken und die Halsseiten sind cremig-weiß. Kinn und Kehle sind schwarz, die übrige Körperunterseite ist weiß. Die Brustseiten sind graurosa überwaschen, die Flanken cremefarben. Der Schnabel ist hornfarben mit einem gelblicheren Unterschnabel, er wird während der Fortpflanzungszeit dunkler. Die Augen sind braun, die Beine blassbraun.
Die Weibchen weisen keine auffälligen Farbabzeichen am Kopf auf. Sie sind auf der Körperoberseite hell zimtfarben, die Steuerfedern sind wie beim Männchen gefärbt. Die Wangen und die Ohrdecken sind isabellfarben, Kinn und Kehle sind cremeweiß. Die übrige Körperunterseite ist gelblich-weiß, Brust und Flanken sind hell zimtfarben überwaschen. Jungvögel ähneln dem Weibchen, die Steuerfedern sind allerdings etwas blasser.

## Verbreitungsgebiet

Verbreitungsgebiet des Wüstensperlings

Der Wüstensperling kommt in Afrika nördlich des 15. nördlichen Breitengrades vor. Er gehört außerdem zur Avifauna von Turkmenistan und Usbekistan. Es ist derzeit nicht klar, ob es auch noch Populationen auf dem Gebiet des Irans gibt.
Das Verbreitungsgebiet ist nicht zusammenhängend. Der Wüstensperling ist generell eine nomadisierende Art. Er ist zeitweise in einigen Regionen häufig, dann wieder selten oder fehlt sogar vollständig. Vermutlich gehen die Populationszahlen derzeit in Marokko und Algerien zurück; er wird hier in Regionen, in denen er früher häufig war, zum Teil nicht mehr beobachtet. Die meisten Populationen bestehen aus Standvögeln, während des Winterhalbjahrs ziehen jedoch einige Sperlingspopulationen nach Süden. Dabei handelt es sich vermutlich weniger um gezielte Zugbewegungen als um ein ungerichtetes Nomadisieren, um sich neue Nahrungsgründe zu erschließen.

## Lebensraum
Die Lebensräume des Wüstensperlings sind trockene Wadis und Oasen in sandigen Regionen, die einen schütteren Bestand an Bäumen und Sträuchern aufweisen. Typische Pflanzen in seinem Verbreitungsgebiet sind  Tamarix articulata, Dattelpalmen, Raetama raetam, Colligonium comosum, Aristida pungens, Kapernsträucher und Akazien. Offene Wüste wird vom Wüstensperling dagegen gemieden. Er kommt außerdem im Randbereich von Siedlungen vor. Er lebt überwiegend in Ebenen und tritt nur regional auch in hügeligeren Landschaften auf.

## Lebensweise

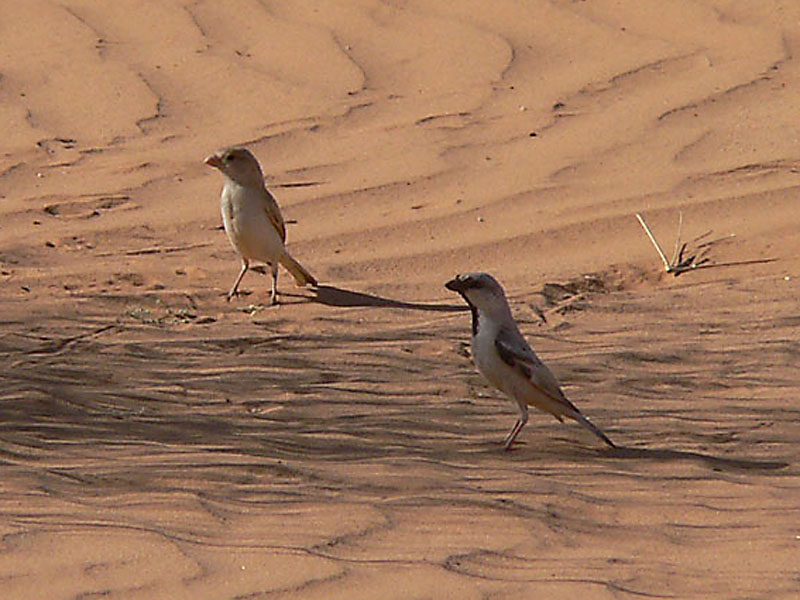
Ein Paar Wüstensperlinge in Mauretanien

Der Wüstensperling kommt in der Regel paarweise oder in kleinen Trupps von bis zu zehn Individuen vor, nur in Regionen mit guten Lebensbedingungen für diese Art werden auch größere Gruppen beobachtet. Im Winterhalbjahr wurden in Tunesien Trupps mit 80 und in Algerien Trupps mit 150 bis 200 Individuen gezählt. Er ist damit verglichen mit den meisten anderen Sperlingarten weniger gesellig lebend. Der Wüstensperling ist scheu und lässt nur selten Lautäußerungen hören.
Seine Nahrung findet der Wüstensperling überwiegend am Boden. Er frisst hauptsächlich Samen verschiedener Wüstenpflanzen, dabei spielen Samen der Grasgattung Aristida sowie Hirse und verschiedene Gerstenarten eine besondere Rolle. Er frisst außerdem Raupen, Käfer und ihre Larven sowie Spinnen und sucht auch in Hausabfällen nach Nahrung. Der Verdauungstrakt ist verglichen mit dem des Haussperlings proportional zur Körpergröße kleiner, was als Hinweis gewertet wird, dass tierische Nahrung bei dieser Art eine größere Rolle spielt als beim Haussperling.

## Fortpflanzung

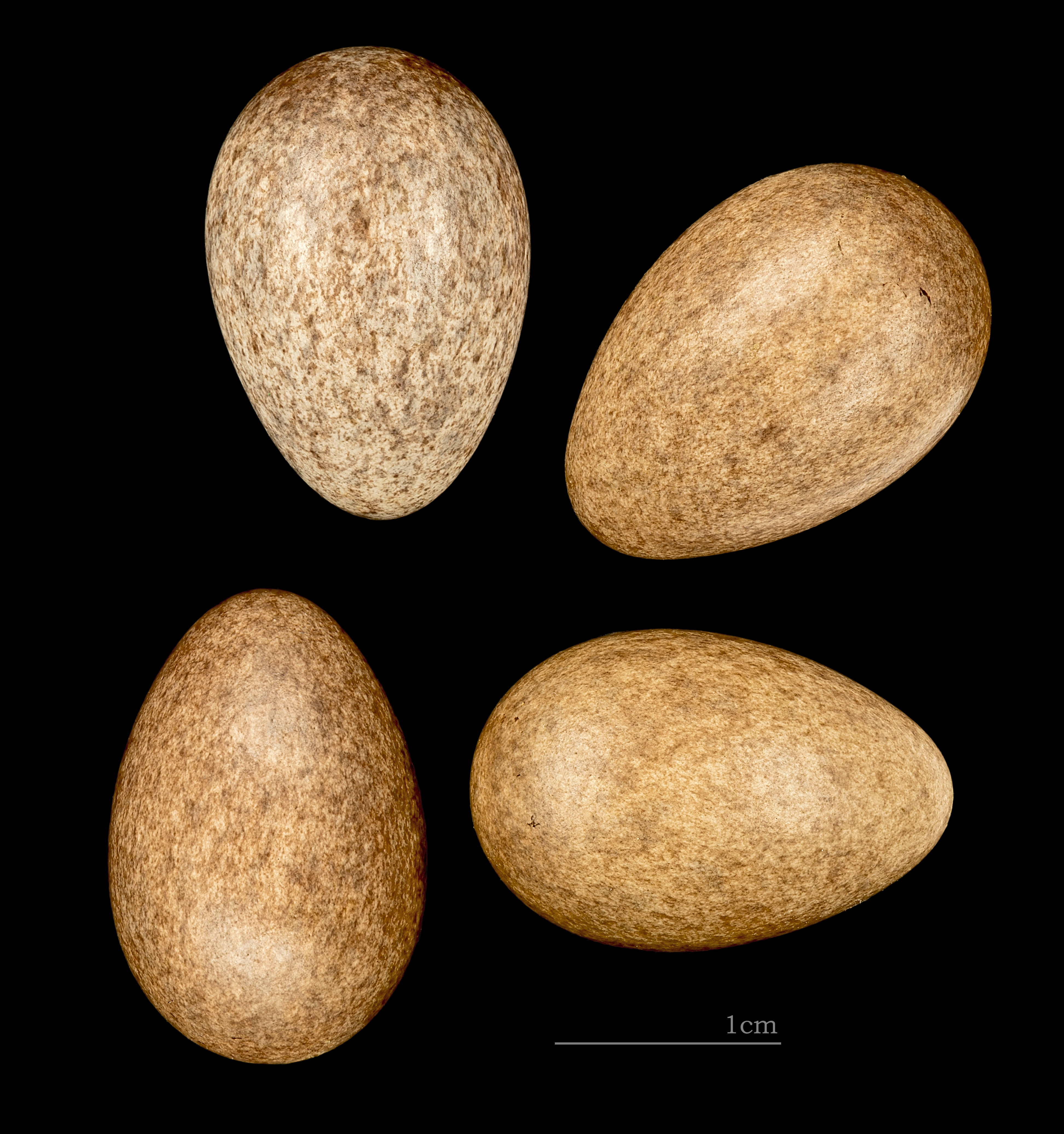
Gelege von Passer simplex sahar

Wüstensperlinge nisten entweder einzeln oder in kleinen Kolonien. Solche Kolonien befinden sich häufig in der Nistunterlage großer Vögel wie beispielsweise dem Mönchsgeier oder dem Ohrengeier, in Baumhöhlen oder in der Krone von Dattelpalmen.
Das Nest ist zwischen 13,6 und 25,0 Zentimeter lang und 13,5 bis 18,0 Zentimeter hoch. Die Nestkugel weist einen Seiteneingang auf, der einen Durchmesser von 3,2 bis 5,0 Zentimetern hat. Das Nest wird – von den oben bereits erwähnten Niststandorten abgesehen – meistens in dicht beieinander stehenden Zweigen eines Baumes gebaut. Daneben werden als Niststandort auch Steinmauern, Häuser, Brunnen und Steinpyramiden genutzt. Das Nest befindet sich gewöhnlich zwischen 1,5 und 9,0 Zentimeter oberhalb des Bodens und ist so ausgerichtet, dass es vor direkter Sonneneinstrahlung geschützt ist.
Das Gelege umfasst zwischen zwei und fünf Eier; in Jahren mit ausreichender Nahrungsbasis sind vier bis fünf Eier typisch, in trockenen und damit nahrungsarmen Jahren dagegen zwei bis drei Eier. Die Eier werden mit einem Legeabstand von einem Tag gelegt. Sie sind elliptisch mit einer glatten und leicht glänzenden, weißen Schale, die braune und violettgraue Flecken und Kritzel aufweist. Wüstensperlinge brüten häufig zweimal im Jahr. In Libyen pflanzen sie sich beispielsweise im Zeitraum März bis Juni und von Oktober bis November fort. In Mauretanien brüten sie im Zeitraum Januar bis Mai sowie ein zweites Mal im Juli.
Die Fortpflanzungsbiologie ist bislang nur bei asiatischen Populationen des Wüstensperlings genauer untersucht. Dort beginnen die beiden Elternvögel nach der Ablage des ersten Eis mit der Brut, die Nestlinge schlüpfen entsprechend über einen Zeitraum von bis zu fünf Tagen. Die Brutzeit beträgt 12 bis 13 Tage, das Weibchen hat einen deutlich höheren Brutzeitanteil als das Männchen. Aufgrund der hohen Außentemperaturen während der Tageszeit werden die Eier über Tag gelegentlich nicht bebrütet.
Die Nestlinge haben bereits in einem Alter von sieben bis zehn Tagen ein fast vollständiges Gefieder. An der Aufzucht sind beide Elternteile beteiligt, dabei füttert bei in Afrika beobachteten Wüstensperlingen das Männchen häufiger als das Weibchen. Bei asiatischen Populationen hat man bislang keinen geschlechtsabhängigen Unterschied im Fütterungsverhalten der Elternvögel feststellen können. Die Jungvögel werden überwiegend mit Insekten sowie vorverdauten Aristida-Samen gefüttert. Die Nestlinge sind nach 12 bis 14 Tage flügge. Über die Reproduktionsrate liegen gleichfalls nur Daten aus Asien vor. Dort schlüpften aus 44 Prozent der Eier Nestlinge. Von den Nestlingen überlebten 76 Prozent bis zum flügge werden.

## Einzelbelege
1. 1 2 3 4 5 6 7  Fry et al., S. 30.
2. ↑  Fry et al., S. 29.
3. ↑  Fry et al., S. 29–30.
4. 1 2 3 4  Fry et al., S. 31.